# Bulbophyllum trilineatum
Bulbophyllum trilineatum là một loài phong lan thuộc chi Bulbophyllum.